# Катарагама (підрозділ окружного секретаріату)
Підрозділ окружного секретаріату Катарагама — підрозділ окружного секретаріату округу Монерагала, провінція Ува, Шрі-Ланка. Головне місто - Катарагама. Складається з 5 Грама Ніладхарі.

## Демографія
| Кількість Грама Ніладхарі | Населення (2012) | Площа (км2) | Густота населення (/км2) | Села |
| ------------------------- | ---------------- | ----------- | ------------------------ | ---- |
| 5                         | 18220            | 552         | 33                       | 24   |